# Batnoga
Batnoga falu Horvátországban Károlyváros megyében. Közigazgatásilag Cetingradhoz tartozik.

## Fekvése
Károlyvárostól 40 km-re délkeletre, községközpontjától 3 km-re északnyugatra, a Kordun területén fekszik.

## Története
A település keleti részén a Crkvina nevű helyen a patak partján egykori templom alapfalai voltak láthatók. A romokat a II. világháborút követően felrobbantották, anyagát az út töltéséhez használták fel.
A településnek 1857-ben 1550, 1910-ben 518 lakosa volt. Trianonig Modrus-Fiume vármegye Szluini járásához tartozott. Korábban iskola is működött itt, melyet az Amerikába kivándorolt batnogaiak adományaiból építettek. Az épület a délszláv háború során semmisült meg és már nem építették újjá. Az 1980-as években a Velika Kladuša székhelyű boszniai Agrokomerc cég létesített baromfitelepet a településen, mely a délszláv háború során teljesen elpusztult. 1994-ben a faluban menedéktábor működött a Nyugat-Boszniából menekült horvátok számára. Ma a lakosság szarvasmarha, juh és kecsketenyésztéssel, tejtermeléssel, sajtkészítéssel foglalkozik. A falunak 2011-ben 95 lakosa volt.

## Lakosság
| Lakosság változása | Lakosság változása | Lakosság változása | Lakosság változása | Lakosság változása | Lakosság változása | Lakosság változása | Lakosság változása | Lakosság változása | Lakosság változása | Lakosság változása | Lakosság változása | Lakosság változása | Lakosság változása | Lakosság változása | Lakosság változása |
| ------------------ | ------------------ | ------------------ | ------------------ | ------------------ | ------------------ | ------------------ | ------------------ | ------------------ | ------------------ | ------------------ | ------------------ | ------------------ | ------------------ | ------------------ | ------------------ |
| 1857               | 1869               | 1880               | 1890               | 1900               | 1910               | 1921               | 1931               | 1948               | 1953               | 1961               | 1971               | 1981               | 1991               | 2001               | 2011               |
| 1550               | 1610               | 1566               | 541                | 582                | 518                | 528                | 560                | 463                | 412                | 357                | 336                | 442                | 481                | 128                | 95                 |

## Nevezetességei
A Pećina Kuća tulajdonképpen egy kisméretű barlangerőd, mely egy olyan meredek lejtő tetején található, amely a Ponor falu közelében emelkedő hegyről nagyon mély víznyelőkön keresztül meredeken ereszkedik le egy keskeny, kisebb völgybe, amelyben a mára már elhagyott Pećina falu található. Falai ugyanúgy kőből épültek, mint a környező várak. Kívül és belül különböző méretű faragott kövekből, míg belül kitöltésként szabálytalan kövekből készült, követve azt a szabályt, miszerint a falazat magassága szintben legyen. A falat mészből, homokból és apró kövekből készült kötőanyag rögzíti. Különössége abban rejlik, hogy ritkán találunk olyan erődöt, amelynek egy ilyen kicsi térben annyi építészeti eleme lenne, mint ennek a mindössze 5x5 méteres barlangerődnek, mely ezt a régészeti lelőhelyet a védekező építészet igazi kis gyöngyszemévé teszi.

## Külső hivatkozások
- Cetingrad község hivatalos oldala Archiválva 2012. március 12-i dátummal a Wayback Machine-ben
- A megye turisztikai egyesületének honlapja